# Sambir
Sambir (en ukrainien : Самбір) ou Sambor (en russe : Самбор ; en polonais : Sambor) est une ville de l'oblast de Lviv, en Ukraine, et le centre administratif du raïon de Sambir. Sa population s'élevait à 34 152 habitants en 2022.

## Géographie
Sambir se trouve sur le cours supérieur du fleuve Dniestr, à 74 km au sud-ouest de la capitale Lviv et à environ 40 km à l'est de la frontière polonaise. Elle est proche du col d'Oujok qui marque la limite de la Transcarpatie. La ville la plus proche est Drohobytch.

## Histoire
Sambir fit partie de la principauté de Galicie-Volhynie à partir du XIIe siècle. Entre 1340 et 1569, elle fut sous la souveraineté du royaume de Pologne. Sous le roi Ladislas II Jagellon, Sambor reçut en 1390 des privilèges urbains (droit de Magdebourg). La ville était connue pour ses mines de sel et était dès le XIVe siècle un centre important de production de sel. Entre 1569 et 1772, Sambor fut rattachée à la voïvodie ruthène, unité administrative de la république des Deux Nations (Pologne-Lituanie). En 1772, Sambor passa sous la domination de l'Autriche jusqu'à la fin de la Première Guerre mondiale. Après la guerre, la ville fit brièvement partie de la république populaire d'Ukraine occidentale, puis fut polonaise jusqu'en 1939.
Pendant la Seconde Guerre mondiale, la ville fut d'abord envahie par l'Armée rouge en septembre 1939, à la suite du pacte germano-soviétique. Quatre jours après le déclenchement de l'opération Barbarossa, le 26 juin 1941 autour de 1200 femmes prisonnières politiques furent rassemblées dans 2 bâtiments et exécutées par le NKVD sur l'ordre de Staline. Puis Sambir fut occupée par l'Allemagne nazie du 29 juin 1941 au 7 août 1944. Durant cette période, elle fut rattachée au Gouvernement général et toute la population juive fut exterminée. Un ghetto juif fut construit dans le quartier Blich de Sambor et fut scellé de l'extérieur le 12 janvier 1942. Certains juifs seront déportés au camp d'extermination de Bełżec tandis que les autres furent assassinés sur place lors d'exécutions de masse dans le cadre de la Shoah par balles.
À la fin de la guerre, Sambor redevint soviétique et fut rattachée à la république socialiste soviétique d'Ukraine. Jusqu'en 1959, elle appartenait à l'oblast de Drohobytch, qui fut ensuite rattaché à celui de Lvov. Pendant la guerre froide, une importante base aérienne soviétique se trouvait à 10 km au nord-est de la ville. 
Depuis 1991, Sambor est devenue officiellement Sambir et appartient à l'Ukraine indépendante.

## Population
Recensements (*) ou estimations de la population :
| 1939   | 1959*  | 1970*  | 1979*  | 1989*  |
| ------ | ------ | ------ | ------ | ------ |
| 23 200 | 23 649 | 29 253 | 33 868 | 40 355 |

| 2001*  | 2010   | 2011   | 2012   | 2013   |
| ------ | ------ | ------ | ------ | ------ |
| 36 556 | 35 044 | 35 054 | 34 995 | 34 899 |

## Transports
Sambir, qui possède une gare se trouve à 78 km de Lviv par le chemin de fer et à 79 km par la route.

## Éléments culturels

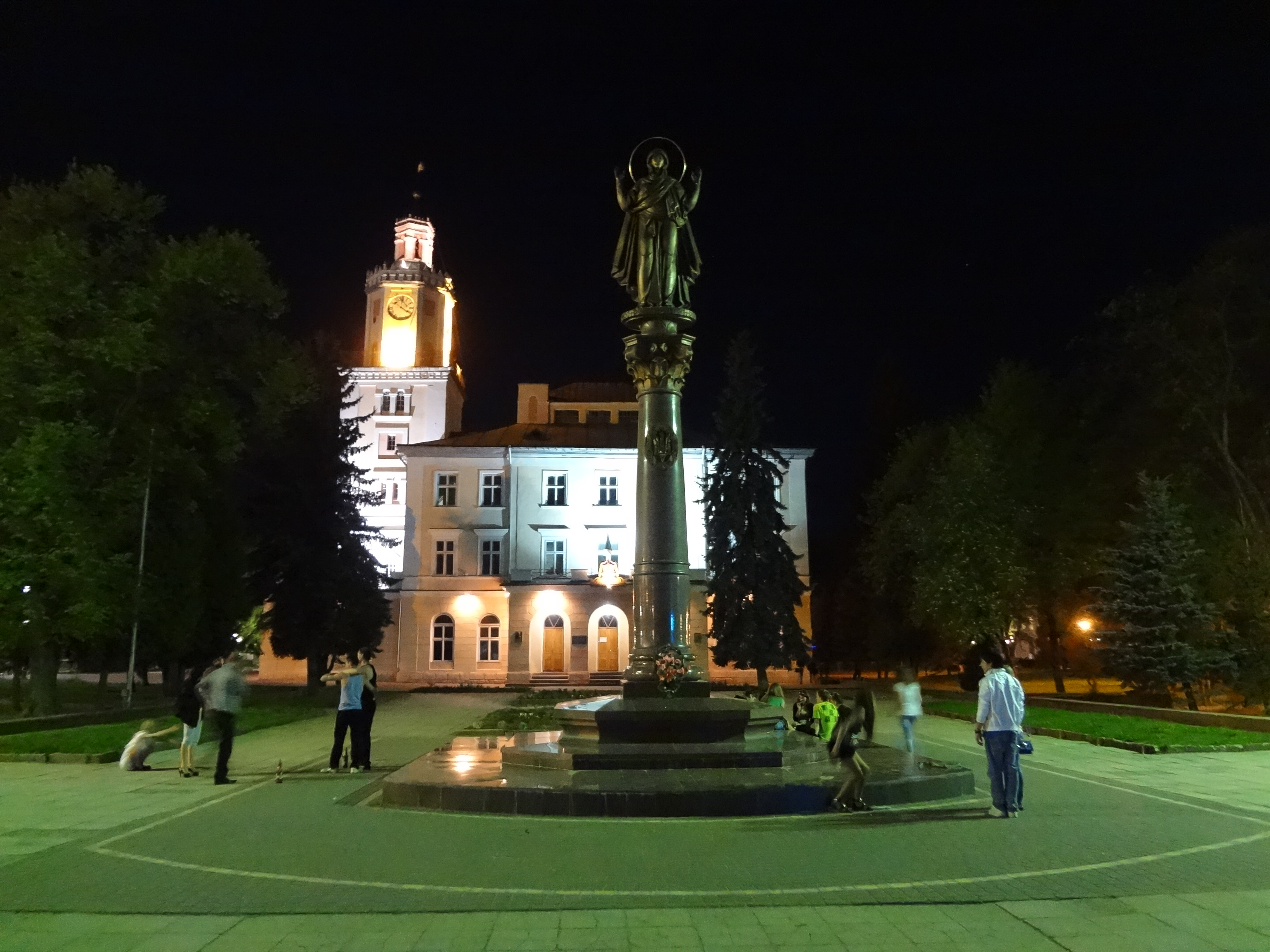
L'hôtel de ville classé n° 46-109-0006[4].
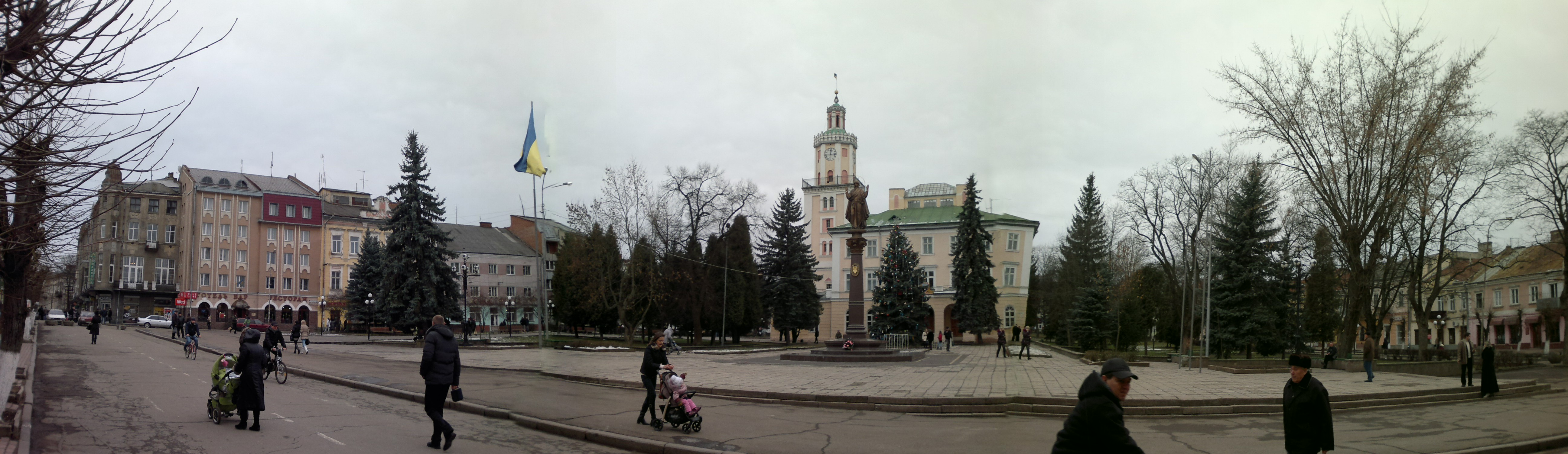
sur la place classée n° 46-109-0009[5].
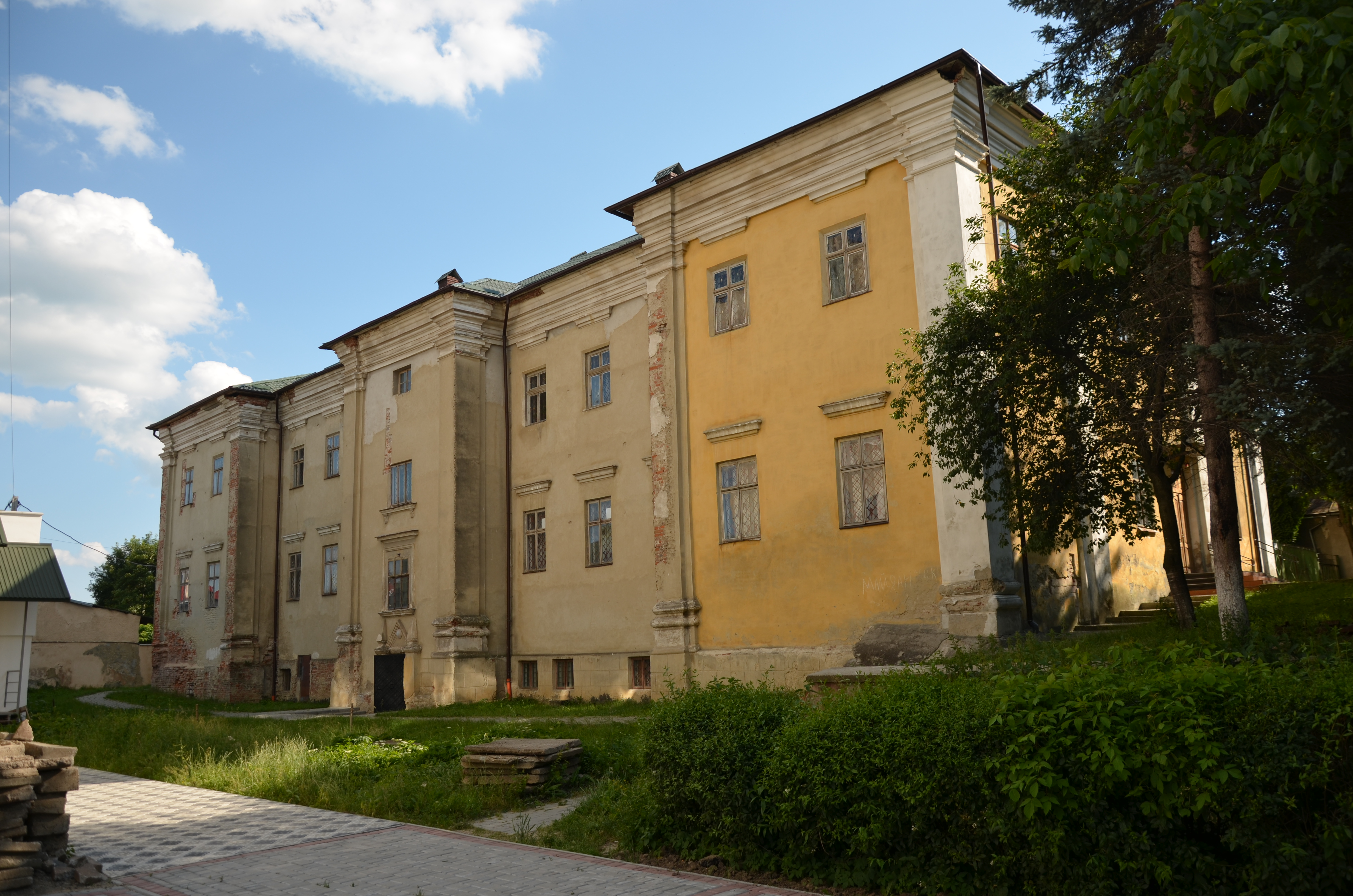
Le monastère des bernardins classé n° 46-109-0001[6].
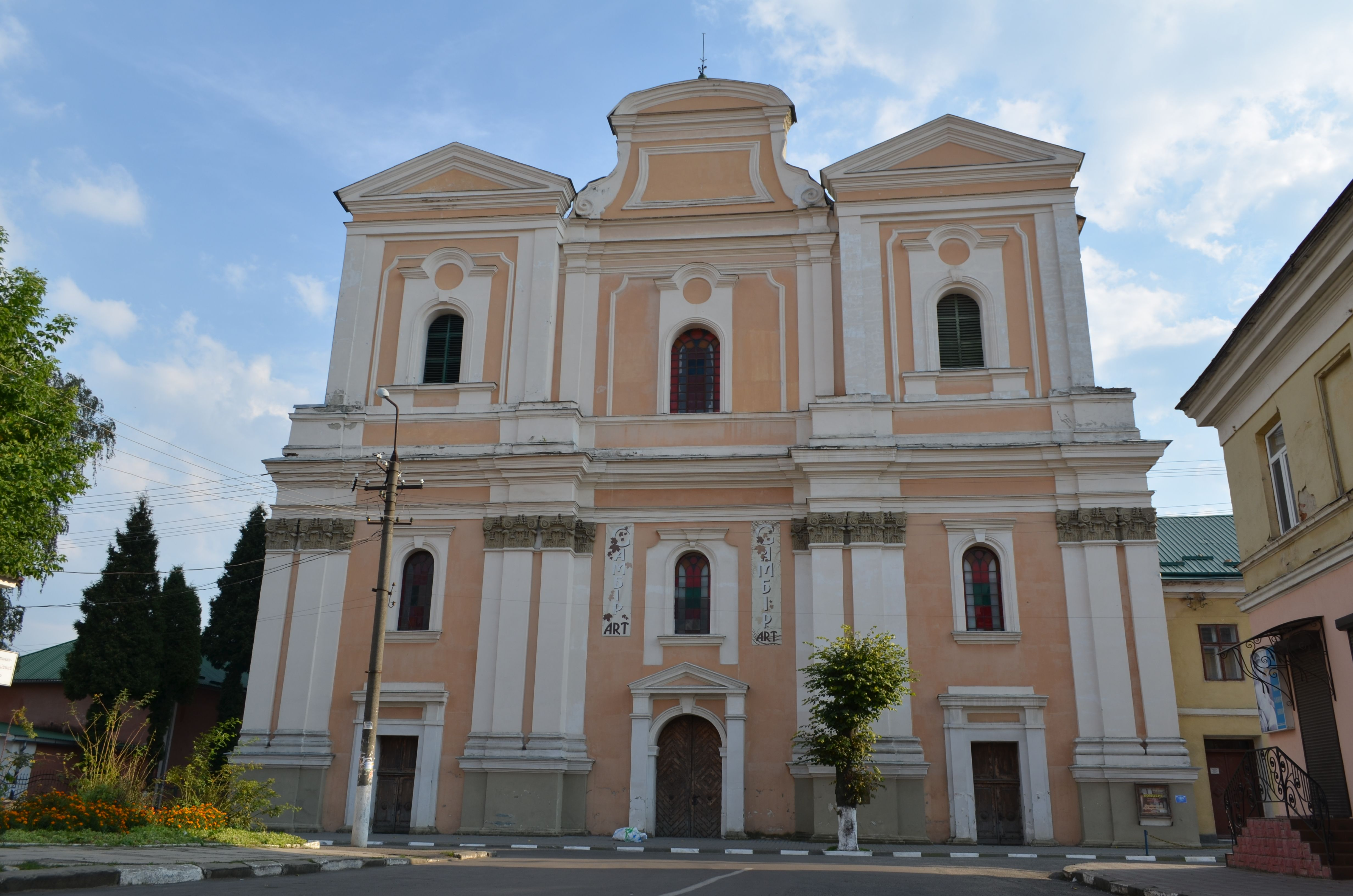
et son église st-Stanislas classée n° 46-109-0002[7].
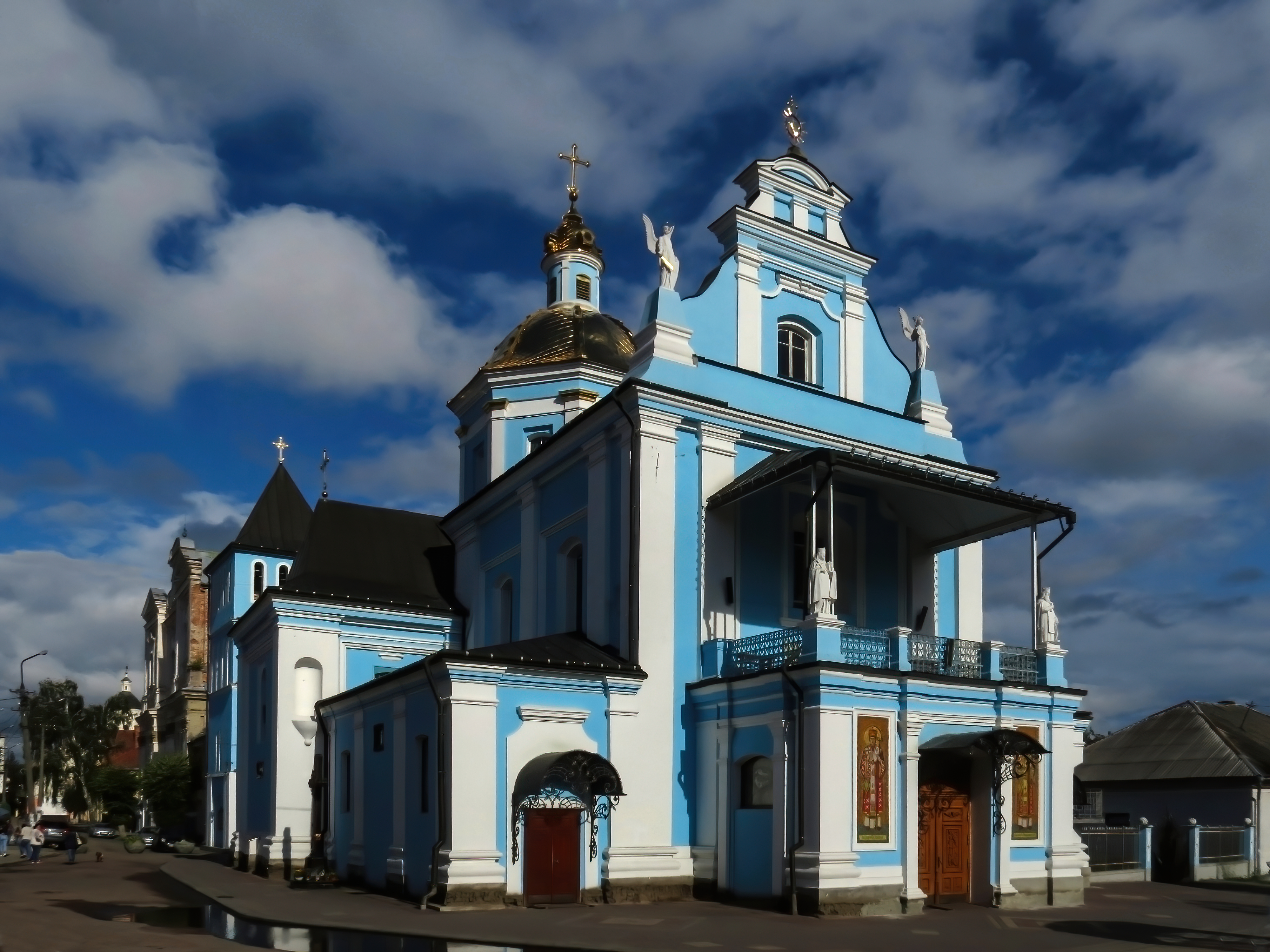
L'église de la Nativité classée n° 46-109-0064[8].
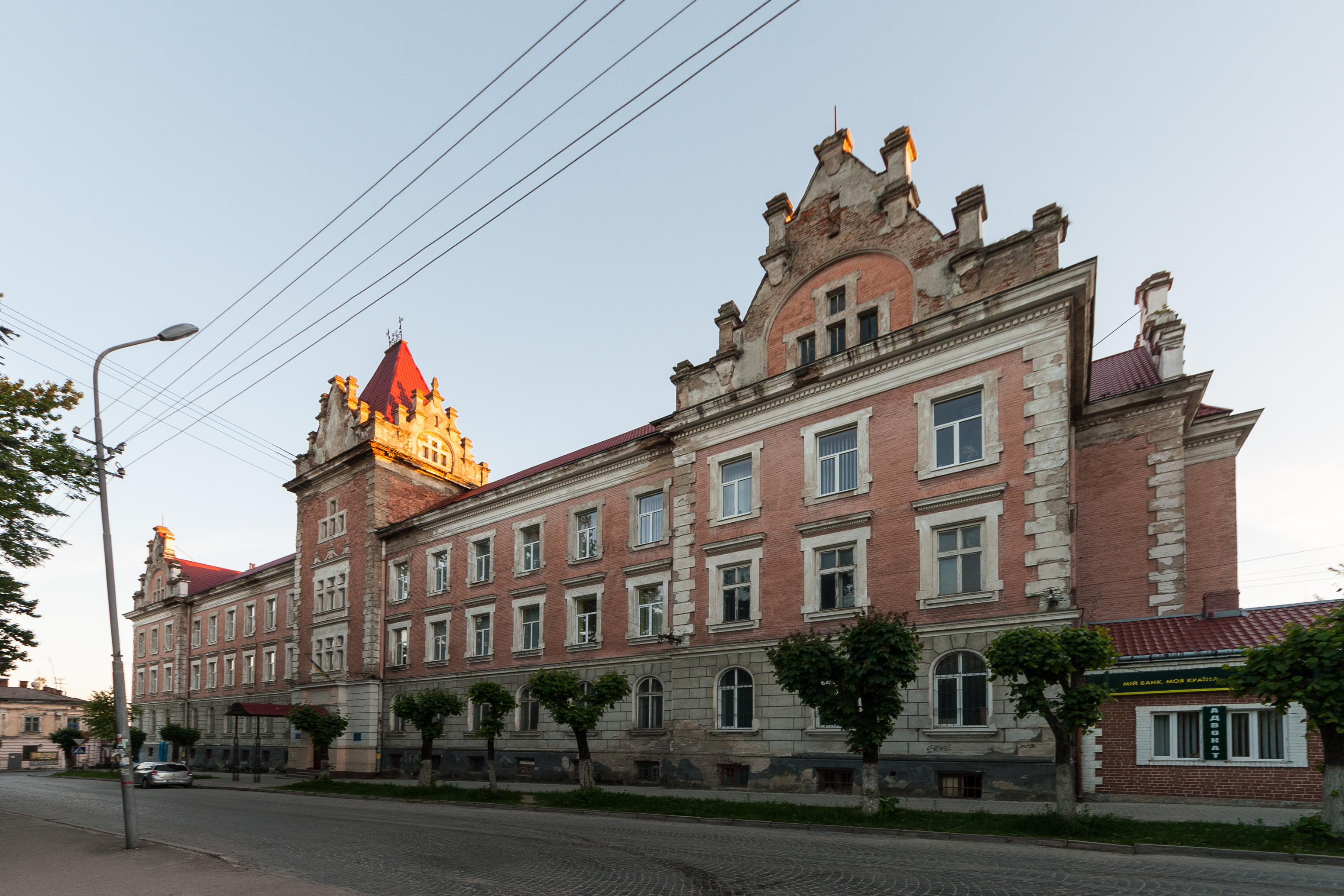
Le tribunal classé n° 46-109-0036[9].
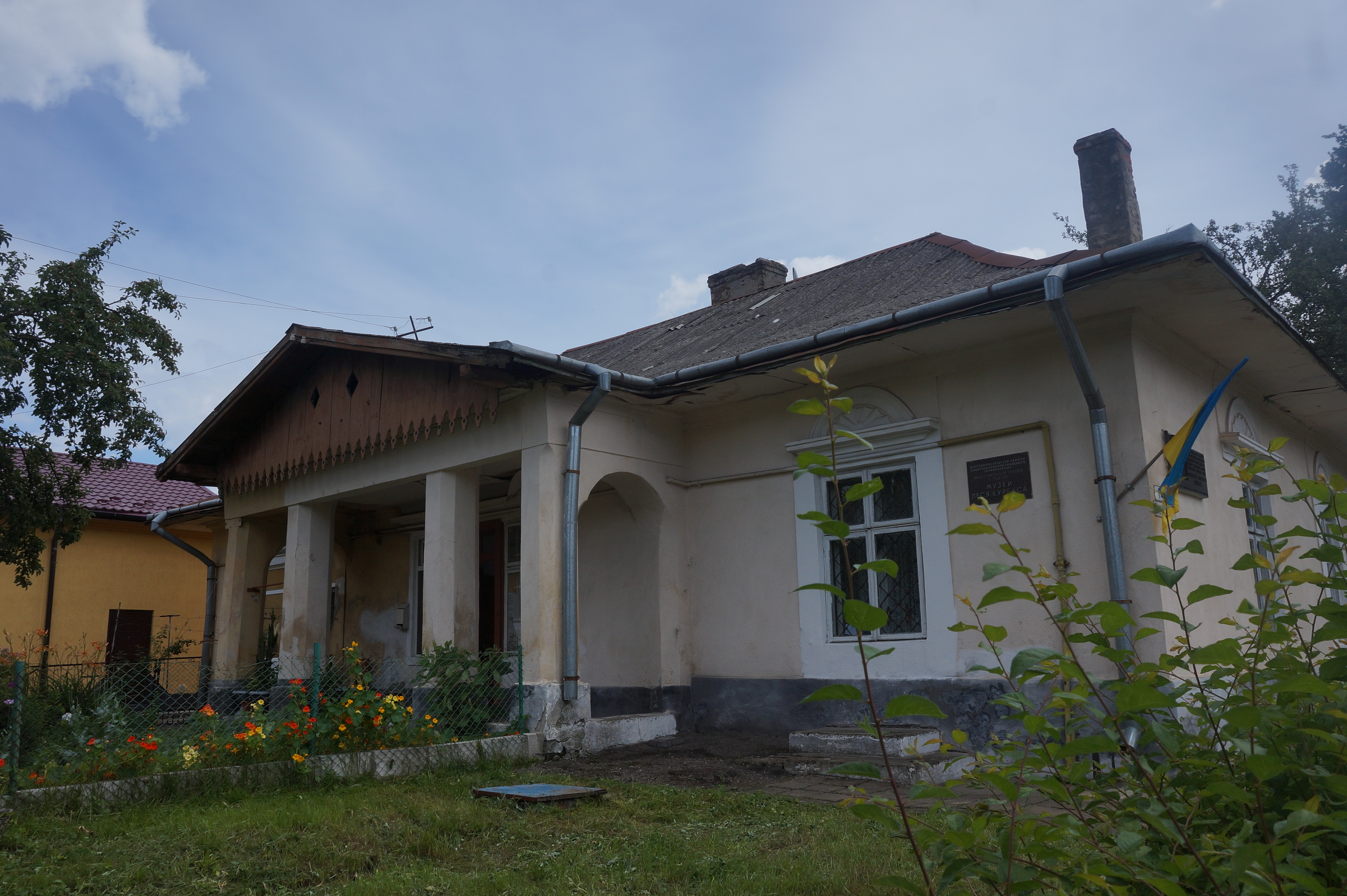
Le musée Les Kourbas.
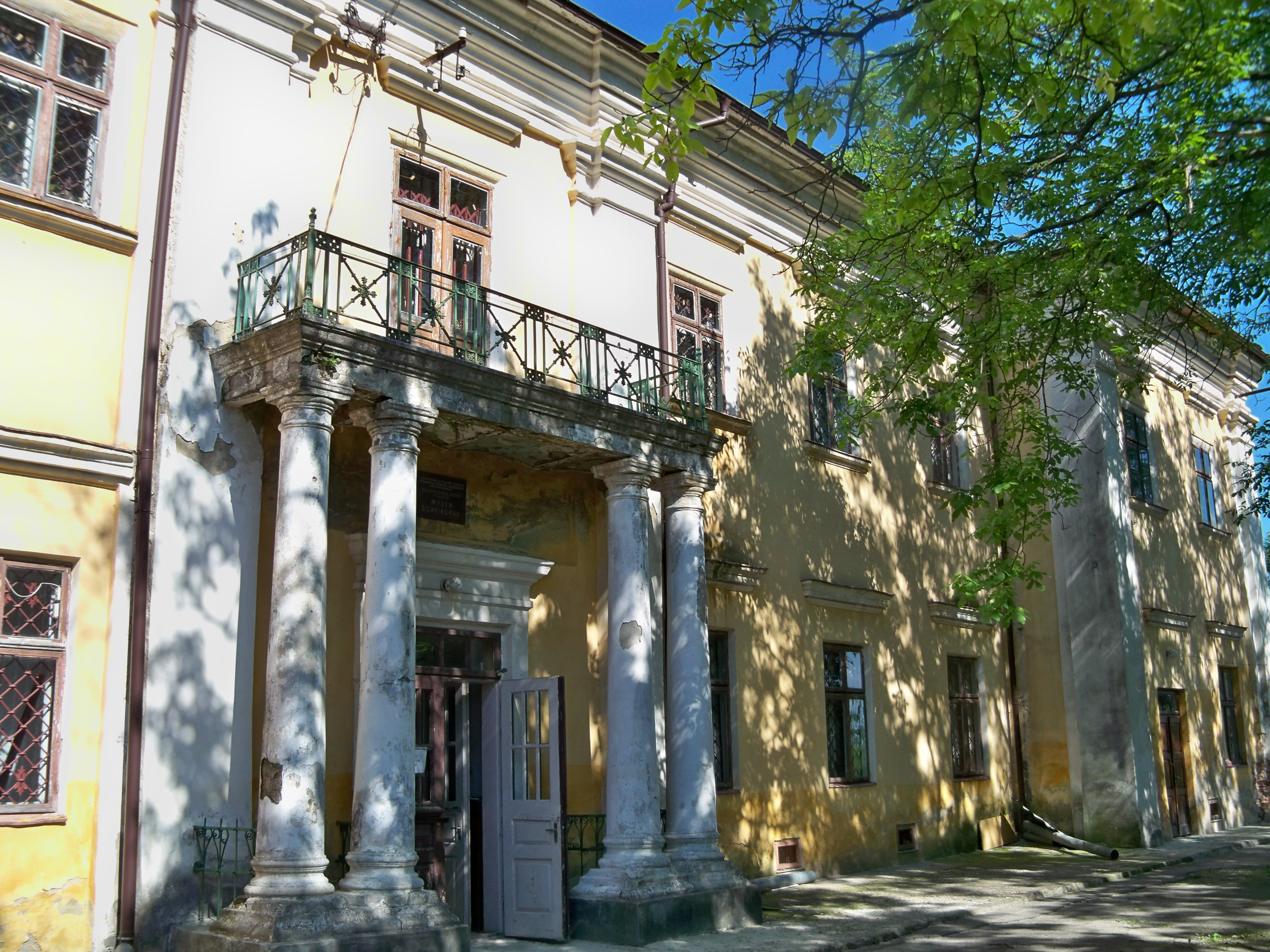
Le Musée historique et ethnographique Boykivchtchyna.

## Personnalités

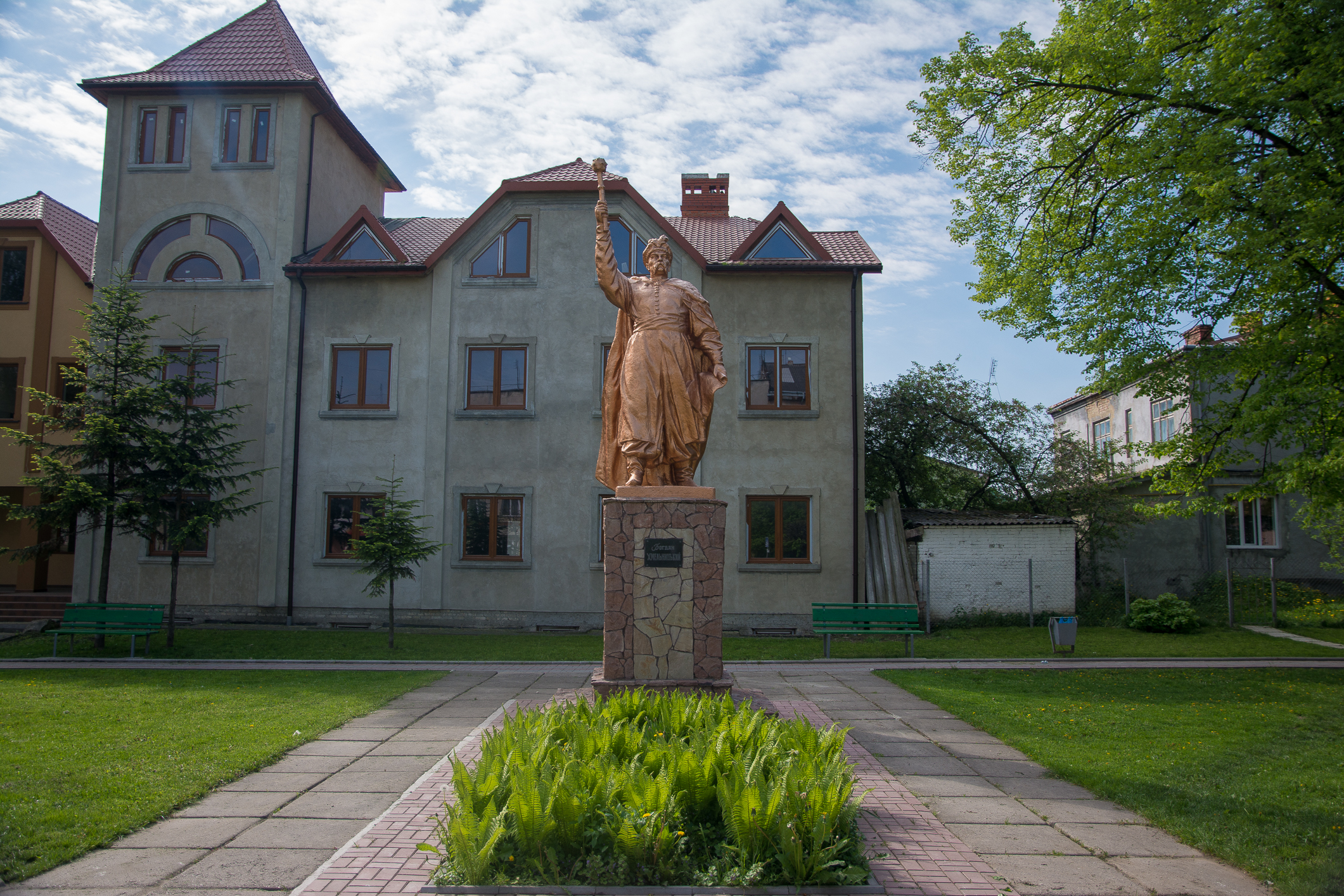
Buste de Bogdan Khmelnitski classé n° 46-109-0020[10].
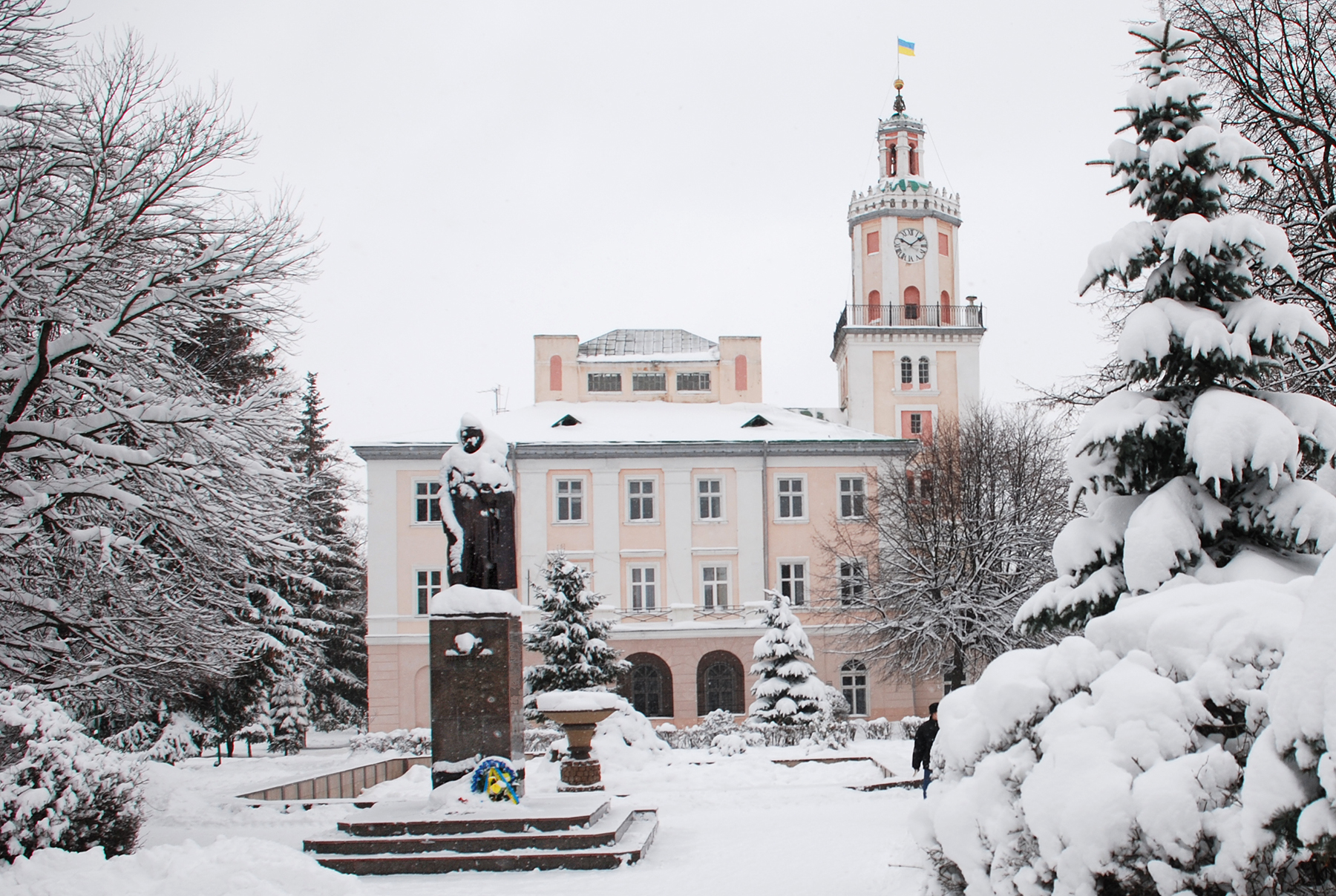
et de Taras Chevtchenko classé n° 46-109-0022[11].

- Wiktor Biegański (1892-1974) - acteur, réalisateur et directeur de théâtre polonais.
- Mykola Kolessa (1903–2006) - compositeur, chef d'orchestre, artiste du peuple de l'URSS.
- Valeriy Borzov (1949-), double champion olympique en sprint.
- Andriy Kuzmenko (1968-2015) - chanteur etanimateur de télévision ukrainien.

## Jumelage
- Oświęcim (Pologne)

## Fiction
Le Sambir est le nom d'une région d'Indonésie dans les romans qui forment la « Trilogie malaise » de Joseph Conrad : La Folie Almayers (1895), Un Paria des îles (1896) et La Rescousse (1920).